# AVC-Intra
AVC-Intra är en videoomkodare (eng: codec) som företrädesvis används inom professionell video-, film, och TV-produktion.
AVC-Intra-material är medieoberoende och kan således lagras på såväl minneskort som på hårddisk.
AVC-Intra är en till  H.264/MPEG-4 AVC anpassad och implementerad omkodare, med egna profiler och nivåer, specificerade av tillverkaren Panasonic. AVC-Intra finns tillgänglig i flera av Panasonics professionella och semiprofessionella HD-kameror, som exempelvis i videokameror med P2-kort.

## Teknisk specifikation
Det finns två klasser;
- AVC-Intra 50:
  - Nominellt 50 megabit per sekund
  - Endast CABAC entropisk kodning.
  - 1920x1080-formaten använder "High 10 Intra Profile", nivå 4
  - 1280x720-formaten använder "High 10 Intra Profile", nivå 3.2
  - Krominansen är samplad i 4:2:0
  - Bildrutorna skalas horisontellt ned med 3/4 (1920x1080 skalas ned till 1440x1080. 1280x720 skalas ned till 960x720)
- AVC-Intra 100:
  - Nominellt 100 megabit per sekund
  - Endast CAVLC entropisk kodning.
  - Alla format använder "High 4:2:2 Intra Profile", nivå 4.1
  - Krominansen är samplad i 4:2:2
  - Bildrutorna skalas inte ned

Gemensamt för båda klasserna;
- Antal bildrutor per sekund: 1920x1080 (23.98p / 25p / 29.97p / 50i / 59.94i), 1280x720 (23.98p / 25p / 29.97p / 50p / 59.94p)
- 10 bitars luminans och krominans

## Stöd för tredjepartstillverkare
- Apples Final Cut Pro 6.0.2 stöds genom ProRes 4.2.2 omkodare[4]
- MainConcept erbjuder en AVC-Intra-encoder och decoder inkluderad i deras Codec SDK 7.1[5]
- Omneon har meddelat att stöd för AVC-Intra erbjuds för deras Spectrum- och MediaDeck-produkter[6]
- Quantel visade ett arbetsflöde inkluderande AVC-Intra på NAB 2007[7]
- Thomson Grass Valley har meddelat att native support for AVC-Intra in EDIUS 4.5[8]
- Adobe Premiere Pro CS4.2 har direkt stöd för import av AVCIntra media utan konvertering. Adobe Premiere Pro CS5 kan både importera och exportera AVCIntra material i 8- resp 10-bitars läge.